# Palais Angeli
Pour les articles homonymes, voir Angeli.
Le Palazzo Angeli est situé sur le Prato della Valle à Padoue.

## Histoire et description
La structure, un bâtiment à trois arches, a été construite comme résidence du cardinal Bessarione au XVe siècle. Plus tard, ce fut la maison d'Andrea Memmo, procureur de Saint-Marc, responsable de la transformation et de la réhabilitation du Prato della Valle. Son ami Giacomo Casanova était probablement son hôte ; depuis les fenêtres de ce Palazzo Giovanni Antonio Canal, mieux connu sous le nom de Canaletto, a créé une vue panoramique sur la pelouse d'en face, vers le milieu du XVIIIe siècle, à l'aide d'une camera obscura. Depuis 1998, le dernier étage du Palazzo Angeli est utilisé comme musée du pré-cinéma et expose la collection Minici Zotti.